# Vicano di Sant'Ellero
Il Vicano di Sant'Ellero è un fiume della Toscana.
L'altitudine media del bacino è 310 m s.l.m. Il fiume ha regime torrentizio con acqua pulita, a parte qualche alga in superficie nei mesi più caldi.

## Il percorso e opere idrauliche
- Il Vicano è un affluente di destra del fiume Arno, nasce a Pelago per poi sfociare a Reggello.

### Affluenti
- Diversi torrenti

### Il bacino del Vicano
Il suo bacino ricade nei comuni di: 
- Pelago e Reggello